# Коритняни
Коритня́ни — село в Ужгородському районі Закарпатської області. В письмових джерелах село відоме під назвами: «Karethne», «Kerethnye». 
Станом на 1 січня 2010 року кількість жителів складає 1656 осіб, нараховується 503 дворогосподарства (27, с.1). Від обласного центру м. Ужгорода Коритняни знаходяться на віддалі 9 км, а найбільша залізнична зупинка в селі Холмок за 2 км. Географічні координати села: 48033′21″ північної широти, 22017′55″ східної довготи. 

## Історія заснування та розвитку села
На території сучасного села Коритняни вчені-археологи Котигорошко В. Г., Попович І. І. знайшли залишки трьох поселень:
1. Перших століть нашої ери (римський час);
2. Слов'янського — VIII—IX ст. (великоморавський період);
3. Давньоугорського — XI—XIII ст. (18, с. 37).
За церковними пам'ятками Коритняни — одне з найдавніших слов'янських сіл XIV ст. Наприкінці XIII ст. Закарпаття належало угорським феодалам, і в 1290 р. король Іштван V передав управління ужанською домінією разом з трьома замками Унґвар, Невицьке, Горяни та декількома десятками сіл, а серед них, ймовірно, і Коритняни, палатину В. Амадею. Але внаслідок послаблення центрального управління та міжусобних феодальних війн сини Амадея втратили ці володіння. В 1307 році угорським королем став неаполітанський князь Карл Роберт з династії Анжу (ставленик Папи Римського Боніфація VIII). Частина угорських феодалів підкорилась новому монарху, а північно-східна Угорщина із слов'янським населенням Ужанського, Угочанського та Березького комітатів розпочала опір (фронду) королю та католицькій церкві. Повстання очолив жупан руського походження Петро Петуня (Петенко), якого широко підтримували народні маси навколишніх сіл, що відносились до Невицького замку. Сталося це в 1315 р. (14, с.694). Цього року вперше згадується с. Коритняни, яке також брало участь в народному опорі. Після розгрому повстанців королівська армія розправилась з учасниками фронди, а володіння Петра Петуні — Ужанська домінія — перейшло у власність французького графа Філіпа Другета. Розпочалось нове заселення Коритнян.
В руках сім'ї Другетів с. Коритняни перебувало близько двох століть. Воно вважалось одним з великих сіл найбільшої королівської домінії, поруч з такими, як «Середнє, Дравці, Доманинці, Перечин, Оноківці, В.Березний» (7, с.60). З 1427 р. можна знайти першу назву Коритнян — Керектов (Kerektov), а з 1499 р. — Керекнє (Kereknye). Станом на 1543 р. в селі нараховувалось 10 дворів, крім того, ще в чотирьох дворах мешкали зброярі. Населення в цей час складало близько 180 чоловік.
З 1550 р. сім'ю Другетів пов'язують з іменем Гомонаї, яким тоді належало 13 дворів. В 1552 р. згадується нова форма назви села — Керетнє (Keretnye). У XVI ст. не обминуло наше село спустошення військами турецького султана Сулеймана І. Крім турків-османів, за даними угорського історика І. Ачаді, село грабували і людей забирали в рабство австрійські цісарські війська. В 1556 у володінні Ференца Гомонаї було 3 двори, а в Гашпара Гомонаї — 5 дворів, у яких працювало кілька угорських кріпаків та 4 батраки (найманці), Міклошу Гомонаї належало 5 дворів, у яких працювало 6 сімей батраків. На 1582 р. сім'ї Гомонаї нараховували у своєму розпорядженні всього 13 дворів.
З 1586 р. після грабіжницьких спустошень розпочалось нове заселення Коритнян. Тепер одна частина села належала Ласло Гомонаї, а друга відносилась до Невицького замку і була у власності Георгія Гомонаї. За даними 1600 р. в селі було 37 хат. В 1631 р. державою було прийнято рішення припинити вирубку дубових лісів «навколо села Коритняни» (8. с.93). В середині XVII ст. населений пункт згадується як об'єкт нападу опришківського загону Шотвоша «на маєтки немешів» (8, с.110). Під час перепису 1696 р. населення складалося з 13 кріпаків і 3 батраків — всі угорці. Такі дані свідчать про те, що населення дуже часто змінювалось, як в етнічному так і в кількісному складі.
На початку XVIII ст. Закарпаття охопила хвиля антифеодальних селянських повстань, які переросли у визвольну антигабсбурзьку війну куруців (хрестоносців) 1703—1711 рр. В цих подіях активну участь брали і жителі с. Коритняни, які входили до «повстанських загонів» (6, с.127). Саме село, як і місто Ужгород, у цей період було власністю ішпана Міклоша Берчені, одного з керівників визвольної війни. Після придушення селянського повстання австрійська влада розпочала масові репресії. Жителі Коритнян змушені були ховатись в горах, лісах, втікати до Словаччини, шукати кращої долі в Угорській низовині. Понад 30 років село було власністю королівської казни. В 1744 р. його було передано графу Ференцу Дюлаї, а через два десятиріччя знову повернуто у власність казни.
Таким чином, історія заселення Коритнян до кінця XVIII ст. свідчить про те, що кількість населення часто змінювалась, а причинами цього були війни, репресії, феодальний гніт, поширення хвороб: чуми, холери, тифу та переселення в інші землі (16, с. 10).
У XVIII ст. в селі з'являються русини греко-католицького віросповідування. Значно зростає кількість населення у XIX ст. Так на 1828 р. у селі було 53 хати, у яких проживало 626 осіб, тобто в середньому понад 11 чоловік на будинок. З 1860 р. на території села було облаштоване постійне житло для солдат кінної армії.
Згідно архівної довідки 2003 року станом на 1908 р. в селі проживало 746 чоловік, а сам населений пункт згадується у формі ,,Керекнье" (,,Kereknye") (1, с.2). В 1910 р. населення складало 843 особи (15, с. 183). Згідно з переписом 1930 року в Коритнянах мешкало 778 чоловік, з них 575 русини (українці), 170 угорці, 33 євреї (22, с.74). За даними «Господарської книги» села Коритняни (5) періоду Чехо-Словацької республіки 1919—1938 років, яку вів сільський обліковець Фекете Іван Степанович, найбільшими власниками земельних угідь в селі були родини Якубович, Мазаров, Земан, Кімак, Гливак, Данко, Кривлянський, Джоган, Лелекач, Лейко. В 1940 році територія села з навколишніми землями становила 2263 гольди (943 га), кількість населення — 841 чоловік, з них 430 угорців, 405 русинів, 2 німців, 2 словаків та 2 інші національності (15, с.183). Будинків налічувалося 199. На кінець 1944 року населення складало 817 чоловік.

Згідно документів поземельно-книжного відділу Ужгородського окружного суду за 1908 рік в поземельній вкладці 724 с. Керекнье (Коритняни) значиться, що "церква розміщувалась на парцелі І під № 11 на території села загальною площею 12 ар 43 м2 «(1, с.1).Слід відзначити, що у власності церковної громади знаходилась значна кількість землі, городи, будинки, хрест. Важливим джерелом для вивчення церковного життя є «Служебник Літургії», який сьогодні зберігається в жителя села Данка Михайла. В покрайніх записах цієї духовної книги ми знаходимо всіх діючих священиків в Коритнянах з 1805 року:
1. Теодорович Микола — 1805—1820 10. Гранчак Іван — 1923—1937
2. Макранцай Ян — 1820—1829 11. Гойдич Штефан — 1937—1956
3. Бендаш Йозеф — 1830—1836 12. Мигалка Петро — 1957—1963
4. Кеменєші Штефан — 1836—1854 13. Орос Адальберт — 1963—1975
5. Данилович Ян — 1854—1868 14. Левко Іоан — 1975—1981
6. Желтвай Іван — 1868—1885 15. Бокоч Петро — 1981—1982
7. Меллеш Дмитро — 1885—1888 16. Кемінь Михайло — 3 1983 року
8. Ковач Андрій — 1888—1912 17. Баник Михайло — 1991—2001
9. Ляхович Іван — 1912—1923 18. Панькевич Іван — з 2001 року

## Політика

### Парламентські вибори, 2019
На позачергових парламентських виборах 2019 року у селі функціонувала окрема виборча дільниця № 210581, розташована у приміщенні клубу.
Результати
- зареєстровано 1340 виборців, явка 51,42%, найбільше голосів віддано за «Слугу народу» — 53,28%, за Всеукраїнське об'єднання «Батьківщина» — 13,28%, за «Голос» — 6,72%.[1] В одномандатному окрузі найбільше голосів отримав Роберт Горват (самовисування) — 27,18%, за Андрія Андріїва (самовисування) — 19,20%, за Олександра Пекаря (Слуга народу) — 18,61%[2].

## Школа
Важливою складовою частиною історії села є розвиток освіти. Школа в селі Коритняни згадується у «1767 році»(19, с.210), але на думку дослідника С. Папа, навчальний заклад відзначений у документі існував значно раніше, до його першої згадки. В той же час вчений наводить прохання єпископа Мукачівської єпархії Андрія Бачинського з 1806 року, поданого королівському комісарові про те, що до тепер «нема школи в Коритнянах» (19, с.214). Це свідчить про те, що школа діяла не постійно. Але вже станом на 1833 рік, пише Пап, «хоч у наші часи важко повірити, та на весь ужгородський район була єдина руська народна школа в Коритнянах» (19, с.198). Відомими вчителями були церковні дяки Глюдзо, Кондур, Кривлянський. З метою посилення мадяризації населення угорська влада побудувала у 1884 році державну школу, у якій два роки не навчались — населення вело агітацію проти мадяризації, через що декілька селян було заарештовано. Для приборкання жителів в село відправили каральну роту солдат, яка змушувала селян вчитись по-угорськи. Пізніше була організована також руська церковна школа, але в 1907 році міністр освіти граф Апоні видав розпорядження, згідно з яким були ліквідовані всі русинські школи на Закарпатті.
В документах поземельно-книжного відділу Ужгородського окружного суду (шематизм за 1908 рік) в поземельній вкладці 724 села Керекнье (Коритняни) значиться, що на парцелі 4 розміщувався будинок № 34 (школа) і двір на території села загальною площею 6 ар 21 м2 (1, с.1). В період Чехо-Словацької республіки в селі діяла Руська народна господарська школа, у якій викладали русинською мовою і в ній підвищували свою кваліфікацію господарські працівники. Була також початкова, а пізніше семирічна школа, у якій навчалось від 100 до 130 учнів (директор школи — Ортутай Шандор Шандорович).
В період угорської окупації 1938—1944 рр. в селі була ліквідована руська школа й організована угорська. За радянської влади спочатку було створено початкову школу, а в 1946 році на її базі організовано семирічку, у якій навчалось 120—130 дітей. На 1963 рік близько 30 громадян нашого села закінчили середні школи, вищу освіту здобули — 12, серед них 2 медики та 10 вчителів. Разом з денною формою навчання в селі було організовано вечірню школу, у якій навчалось без відриву від виробництва щорічно до 50 громадян. Директорами школи в селі були: Ортутай Шандор Шандорович, Костьо Петро Федорович, Абрашкевич Софія Соломонівна, Пічкар Іван Іванович, Данко Іван Михайлович, Юрчук Петро Кирилович, Анталовці Ілля Михайлович, Граб Магдалина Миколаївна, Тичак Іван Федорович.
В 1969 році в селі Коритняни проживало «945 жителів» (14, с.693), а з 1982 року населений пункт відноситься до великих сіл Ужгородського району з населенням 1685 чоловік (13, с.521)

### Сучасний стан
Сучасна назва села Коритняни була затверджена в 1946 році. Населений пункт став центром Коритнянської сільської ради, до складу якої входили хутір Кінчеш та село Часлівці (з 1954 р. по 2002 рік) (12, с.1). З 1946 року по 2015 рік Коритнянську сільраду очолювали: Бецанич В. В., Пузяк М. Ю., Кіш Є. М., Ковач М. М., Вайда І. М., Анталовці І. М., Данко І. М., Цебер І. І., Манді М. І..
Завдяки великим зусиллям директора Коритнянської восьмирічки, а пізніше заступника голови колгоспу ім. Калініна Анталовці Іллі Михайловича в селі було збудовано нову школу, яка з 1982 року отримала статус середньої (директори школи Граб М. М., Тичак І. Ф.). З 2002 року в селі діє жіночий монастир Чину Босоногих Кармелітанок, який очолює мати Андрея. Вона розповіла, що 1 січня 2001 року в єпархію приїхали 3 монашки із США. У своїй каплиці вони щоденно проводять Службу Божу, у якій можуть брати участь і вірники. Згідно економічної характеристики на Коритнянську сільську раду в першій половині 2002 року в селі нараховувалось «426 дворогосподарств та проживало 1688 чоловік» (12, с.1).
25 вересня 2005 року в селі було проведено величне свято — День Духовності, приурочене 690-тій річниці від часу першої писемної згадки, та 200-річчю від освячення церкви в честь Святої Трійці. До цієї знаменної події заслужений художник України М. Белень виготовив проект герба села Коритняни та встановив біля храму скульптуру Пресвятої Богородиці. В цей же день вперше побачила світ брошура, яку підготував історико-краєзнавчий гурток «Пошук» Коритнянської ЗОШ І-ІІІ ступенів «Коритняни. Нариси історії села.1315-2005 рр.». Сьогодні в Коритнянській церкві почергово проводять богослужіння православна та греко-католицька громади.
Станом на 2010 р. територія населеного пункту складає 729, 6 га, (27, с. 1), нараховується 19 вулиць. Сьогодні на території села розташовано ряд підприємств, зокрема, ЗАТ « Дендро — Плюс», Закарпатський обласний радіопередавальний центр, «Карпати — Агропродукт», ПП «Петровці», ПП «Фізел», ПП «Ревуцькі», ТОВ «Ревітекс — Україна», ряд фермерських господарств та торговельних точок різних форм власності.
В селі діє дитяча школа мистецтв (директор Іллар А. Ф.), дитячий садик (завідувачка Полончак А. М.), АЗПСМ (завідувачка Ганич В. О.), аптечний пункт, сільський клуб (завідувачка Глюдзо Л. П.), бібліотека (завідувачка Глюдзо З. П.), відділення зв'язку, ощадбанк (12, с.2). На сільському стадіоні проводить різні матчі за участі  футбольної команди ФК «Олімпік» Коритняни (Калабіга М.M.). Населений пункт Коритняни газифіковано, телефонізовано, діє центральне водопостачання. Через нього проходить автомобільна дорога за напрямком: «Ужгород — Коритняни — В. Добронь».

## Релігія
Найважливішою складовою частиною історії заселення та розбудови села Коритняни є духовне життя односельчан, їх шлях до Бога та віра в Боже благословення. Перші відомості про церкву в селі Коритняни відносяться до XV століття, коли був збудований і діяв костел. Більшу інформацію про духовне життя ми черпаємо з джерел, які залишив відомий закарпатський просвітитель, філософ і педагог, уродженець села Дубриничі Ужанського комітату священник Миколи Теодорович, що служив у Коритнянах з 1795 до 1820 р. Він пише, що першу дерев'яну церкву було споруджено завдяки зусиллям священника Гутная, який вів богослужіння тут з 1700 до 1712 року (16, с.12). Ця церква згоріла і другий дерев'яний храм вирішив будувати священник Лука Молодовський, що служив у селі з 1712 до 1755 року. Зберігся опис цієї церкви: «з вежею, шинглами крита, всіма образами украшена…», з трьома дзвонами, «освячена от архіпресвитера Ужгородського Василія Дрипаковича»(16, с.12). В 1751 році філії були в селах Розівка, Великі та Малі Геївці, Великі та Малі Ратівці, Минай, Боронява, Часлівці, Концово, Текердин. Коритняни тоді налічували 15 хат. Землевласниками були отці-єзуїти. Стару дерев'яну церкву продали за сто золотих у село Пекнегаза Саболчського комітату. Відомо також‚ що в 1769 році парохом в селі «був Іван Пастелій»(19‚ с.68) ‚ який активно підтримував мукачівського єпископа Івана Брадача у відстоюванні рівності між мукачівською та єгерською єпархіями. Нову величну кам'яну церкву в Коритнянах спорудили на роздоріжжі села ‚ вона стала архітектурною домінантною в околиці. Шематизм датує церкву 1782 роком. Метрика велась на «рутенській мові з 1785 року»(1, с.2). Від інших мурованих церков її вирізняє багатий силует з двома бароковими турнями над бічними аксидами. Розповідають, що стіни вибудували на висоту вікон, а потім будівництво припинили. Пізніше священник Михайло Лупес продовжив будівництво й отримав від імператора Йосифа II допомогу в розмірі 2149 золотих.
Посвячено церкву в 1794 році за священника Івана Рубшия. Латинський напис на бароковому іконостасі свідчить, що виготовлено його за священника Миколи Теодоровича в 1799 році, а різьбярем міг бути Мартин Духнович або Юрій Плебанович, який різьбив іконостас у Михайлівцях, коли там служив отець Теодорович. В 1805 році церква була освячена в честь Святої Трійці: Бога Отця, Бога Сина і Духа Святого. Відтоді храмовим святом у селі став День Святої Трійці, який в народі називають Русалям або Зеленими Святами.
храм св.Трїйці 1801 р.
Згідно з парохіядьними записами священика Миколи Теодоровича, що служив у Коритнянах з 1975 по 1820 р., першу дерев’яну церкву було споруджено завдяки зусиллям священика Гутная або Дирпаковича, який священикував тут з 1700 до 1712 р.
Ця церква згоріла, і другу дерев’яну церкву вирішив будувати священик Лука Молодовський, що служив у селі з 1712 до 1755 р. Зберігся опис цієї церкви: “з вежею, шинґлами крита, всіми образами украшена…,” з трьома дзвонами, “освячена от архипресбитера Ужгородського Дринаковича”. Коритняни тоді налічували 15 хат, а в 1751 р. філії були в селах Розівка, Великі та Малі Ґеївці, Великі та Малі Ратовці, Минай, Боронява, Часловці, Концово, Текерчин. Землевласниками були отці єзуїти.
Стару дерев’яну церкву продали за 100 золотих у село Пекнегаза Саболчського комітату, а в Коритнянах на роздоріжжі в центрі села спорудили величну муровану церкву, яка є архітектурною домінантою в околиці. Від інших мурованих церков її вирізняє багатший силует з двома бароковими турнями над бічними апсидами. Розповідають, що стіни вибудували на висоту вікон, а потім будівництво припинили, поки італійські майстри не вивели склепіння. Шематизм 1915 р. датує церкву 1782 р., коли священик Михайло Лупес розпочав будівництво й отримав від імператора Йосифа II допомогу в розмірі 2149 золотих.
Посвячено церкву в 1794 р. за священика Івана Рубшия. Латинський напис на бароковому іконостасі свідчить, що виготовлено його за священика Миколи Теодоровича в 1799 p., а різьбярем міг бути Мартин Духнович або Юрій Плебанович, який різьбив іконостас у Михайлівцях, коли там служив о. Теодорович. На гарній казательниці написано по-угорськи, що поставила її сім’я Івана Гедєша з Америки в 1929 р. за священика Івана Гранчака. У 1932 р. бляхар Михайло Куруц вкрив турню церкви оцинкованою бляхою, хоча спочатку йшлося про мідь. У 1938 р. будівельник Юрій Павлович зробив ремонт церкви вартістю 13.500 корон, під час якого було проведено електрику. У 1988 р. майстер Олександр Естрайхер і брати Костики зробили капітальний зовнішній ремонт церкви.
З 2002 року в селі діє жіночий монастир Чину Босоногих Кармелітанок.

### Значні для села історичні події
1.VIII — ІХ ст. — слов'янські поселення на території села
2.1315 р. — перша писемна згадка про село Коритняни
3.1552 р. — згадується нова форма села Керетнє (Keretnye)
4.1631 р. — заборона вирубувати ліси навколо села
5. 1703 — 1711 рр. — участь жителів села у повстанні (визвольній війні) під керівництвом Ференца II Ракоці
6.1767 р. — перші відомості про школу
7.1782 р. — збудовано нову кам'яну церкву
8.1787 р. — початок відведення русла річки Уж
9.1805 р. — освячення церкви в честь Святої Трійці
10. листопад 1938 р. — окупація села військами гортіївської Угорщини
11.27 жовтня 1944 р. — Коритняни звільнено від німецько-угорських загарбників
12.1945 р. — відкрито початкову школу
13.1946 р. — затверджено сучасну назву села Коритняни
14.1948 р. — створено колгосп ім. Будьонного (з 1954 р. — ім. Калініна)
15.1981 р. — збудовано нову школу
16.1982 р. — відкрито Коритнянську середню школу
17.2005 р. — заслужений художник України М. Белень виготовив проект герба села Коритняни та скульптуру Пресвятої Богородиці
18.25 вересня 2005 р. — День Духовності села з нагоди 690-ї річниці від часу першої писемної згадки та 200-річчя освячення церкви в честь Святої Трійці.
Видано брошуру «Коритняни. Нариси історії села.»
19. 25 травня 2010 р. — історико-краєзнавчий гурток «Пошук» Коритнянської ЗОШ І-ІІІ ступенів став переможцем III туру Всеукраїнської історико-географічної експедиції «Історія міст і сіл України».
20.20 грудня 2013 р. — «Пам'ять у камені». Встановлено меморіальну дошку М. М. Лелекачу на фасаді Коритнянської ЗОШ І-ІІІ ст.
21. 14 жовтня2015 р. — День села Коритняни з нагоди 700-річчя від часу першої писемної згадки.
22. 2019 році ФК «Олімпік» Коритняни (тренер і організатор Калабіга М.М.) здобуває Кубок Ужгородщини.

## Туристичні місця
- На території сучасного села Коритняни вчені-археологи Котигорошко В. Г., Попович І. І. знайшли залишки трьох поселень:
1. Перших століть нашої ери (римський час);
2. Слов'янського — VIII—IX ст. (великоморавський період);
3. Давньоугорського — XI—XIII ст. (18, с. 37).
- храм св.Трїйці 1801 р.
- жіночий монастир Чину Босоногих Кармелітанок

## Відомі особистості

### Народилися
- Микола Лелекач (1909—1975) — вчений-історик, педагог, громадський і культурно-освітній діяч.
- Степан Гвацько (1933—1994) — український важкоатлет.
- Сергій Булеца (1999) — український футболіст.